# Lijst van afleveringen van The Lone Ranger
Dit is een lijst met afleveringen van de Amerikaanse televisieserie The Lone Ranger. De serie telt 5 seizoenen. Een overzicht van alle afleveringen is hieronder te vinden.

## Seizoen 1
| Nr. | Titel aflevering          | Uitzenddatum VS   |
| --- | ------------------------- | ----------------- |
| 1   | Enter the Lone Ranger     | 15 september 1949 |
| 2   | The Lone Ranger Fights On | 22 september 1949 |
| 3   | The Lone Ranger Triumphs  | 29 september 1949 |
| 4   | The Legion of Old Timers  | 8 september 1949  |
| 5   | Rustler's Hideout         | 13 oktober 1949   |
| 6   | War Horse                 | 20 oktober 1949   |
| 7   | Pete and Pedro            | 27 oktober 1949   |
| 8   | The Renegades             | 3 november 1949   |
| 9   | The Tenderfeet            | 10 november 1949  |
| 10  | High Heels                | 17 november 1949  |
| 11  | Six-Gun's Legacy          | 24 november 1949  |
| 12  | Return of the Convict     | 1 december 1949   |
| 13  | Finders Keepers           | 8 december 1949   |
| 14  | The Masked Rider          | 5 december 1949   |
| 15  | Old Joe's Sister          | 22 december 1949  |
| 16  | Cannonball McKay          | 29 december 1949  |
| 17  | The Man Who Came Back     | 5 januari 1950    |
| 18  | Outlaw Town               | 12 januari 1950   |
| 19  | Greed for Gold            | 19 januari 1950   |
| 20  | Man of the House          | 26 januari 1950   |
| 21  | Barnaby Boggs, Esquire    | 2 februari 1950   |
| 22  | Sheep Thieves             | 9 februari 1950   |
| 23  | Jim Tyler's Past          | 16 februari 1950  |
| 24  | The Man with Two Faces    | 23 februari 1950  |
| 25  | Buried Treasure           | 2 maart 1950      |
| 26  | Troubled Waters           | 9 maart 1950      |
| 27  | Gold Train                | 16 maart 1950     |
| 28  | Pay Dirt                  | 23 maart 1950     |
| 29  | Billie the Great          | 30 maart 1950     |
| 30  | Never Say Die             | 6 april 1950      |
| 31  | Gold Fever                | 13 april 1950     |
| 32  | Death Trap                | 20 april 1950     |
| 33  | Matter of Courage         | 27 april 1950     |
| 34  | Rifles and Renegades      | 4 mei 1950        |
| 35  | Bullets for Ballots       | 11 mei 1950       |
| 36  | The Black Hat             | 18 mei 1950       |
| 37  | Devil's Pass              | 25 mei 1950       |
| 38  | Spanish Gold              | 1 juni 1950       |
| 39  | Damsels in Distress       | 8 juni 1950       |
| 40  | Man Without a Gun         | 15 juni 1950      |
| 41  | A Pardon for Curley       | 22 juni 1950      |
| 42  | Eye for an Eye            | 29 juni 1950      |
| 43  | Outlaw of the Plains      | 6 juli 1950       |
| 44  | White Man's Magic         | 13 juli 1950      |
| 45  | Trouble for Tonto         | 20 juli 1950      |
| 46  | Sheriff at Gunstock       | 27 juli 1950      |
| 47  | The Wrong Man             | 3 augustus 1950   |
| 48  | The Beeler Gang           | 10 augustus 1950  |
| 49  | The Star Witness          | 17 augustus 1950  |
| 50  | The Black Widow           | 24 augustus 1950  |
| 51  | The Whimsical Bandit      | 31 augustus 1950  |
| 52  | Double Jeopardy           | 17 september 1950 |

## Seizoen 2
| Nr. | Titel aflevering         | Uitzenddatum VS   |
| --- | ------------------------ | ----------------- |
| 1   | Million Dollar Wallpaper | 14 september 1950 |
| 2   | Mission Bells            | 21 september 1950 |
| 3   | Dead Man's Chest         | 28 september 1950 |
| 4   | Outlaw's Revenge         | 5 oktober 1950    |
| 5   | Danger Ahead             | 12 oktober 1950   |
| 6   | Crime in Time            | 19 oktober 1950   |
| 7   | Drink of Water           | 26 oktober 1950   |
| 8   | Thieves' Money           | 2 november 1950   |
| 9   | The Squire               | 9 november 1950   |
| 10  | Masked Deputy            | 16 november 1950  |
| 11  | Banker's Choice          | 20 november 1950  |
| 12  | Desert Adventure         | 30 november 1950  |
| 13  | Bad Medicine             | 7 december 1950   |
| 14  | One Jump Ahead           | 14 december 1950  |
| 15  | Lady Killer              | 21 december 1950  |
| 16  | Paid in Full             | 28 december 1950  |
| 17  | Letter of the Law        | 4 januari 1951    |
| 18  | Silent Voice             | 11 januari 1951   |
| 19  | The Outcast              | 18 januari 1951   |
| 20  | Mr. Trouble              | 25 januari 1951   |
| 21  | Behind the Law           | 1 februari 1951   |
| 22  | Trouble at Black Rock    | 8 februari 1951   |
| 23  | Two Gold Lockets         | 15 februari 1951  |
| 24  | The Hooded Men           | 22 februari 1951  |
| 25  | Friend in Need           | 1 maart 1951      |
| 26  | Backtrail                | 8 maart 1951      |

## Seizoen 3
| Nr. | Titel aflevering           | Uitzenddatum VS   |
| --- | -------------------------- | ----------------- |
| 1   | Outlaw's Son               | 11 september 1952 |
| 2   | Outlaw Underground         | 18 september 1952 |
| 3   | Special Edition            | 25 september 1952 |
| 4   | Desperado at Large         | 2 oktober 1952    |
| 5   | Through the Wall           | 9 oktober 1952    |
| 6   | Jeb's Gold Mine            | 16 oktober 1952   |
| 7   | Frame for Two              | 23 oktober 1952   |
| 8   | Ranger in Danger           | 30 oktober 1952   |
| 9   | Delayed Action             | 6 november 1952   |
| 10  | The Map                    | 13 november 1952  |
| 11  | Trial by Fire              | 20 november 1952  |
| 12  | Word of Honor              | 27 november 1952  |
| 13  | Treason at Dry Creek       | 4 december 1952   |
| 14  | The Condemned Man          | 11 december 1952  |
| 15  | The New Neighbor           | 18 december 1952  |
| 16  | Best Laid Plans            | 25 december 1952  |
| 17  | Indian Charlie             | 1 januari 1953    |
| 18  | The Empty Strongbox        | 8 januari 1953    |
| 19  | Trader Boggs               | 15 januari 1953   |
| 20  | Bandits in Uniform         | 22 januari 1953   |
| 21  | The Godless Men            | 29 januari 1953   |
| 22  | The Devil's Bog            | 5 februari 1953   |
| 23  | Right to Vote              | 12 februari 1953  |
| 24  | The Sheriff's Son          | 19 februari 1953  |
| 25  | Tumblerock Law             | 26 februari 1953  |
| 26  | Sinner by Proxy            | 5 maart 1953      |
| 27  | A Stage for Madamoiselle   | 12 maart 1953     |
| 28  | Son by Adoption            | 19 maart 1953     |
| 29  | Mrs. Banker                | 26 maart 1953     |
| 30  | Trouble in Town            | 2 april 1953      |
| 31  | Black Gold                 | 9 april 1953      |
| 32  | The Durango Kid            | 16 april 1953     |
| 33  | The Deserter               | 23 april 1953     |
| 34  | Embezzler's Harvest        | 30 april 1953     |
| 35  | El Toro                    | 7 mei 1953        |
| 36  | The Brown Pony             | 14 mei 1953       |
| 37  | Triple Cross               | 21 mei 1953       |
| 38  | Wake of War                | 28 mei 1953       |
| 39  | Death in the Forest        | 4 juni 1953       |
| 40  | Gentleman from Julesburg   | 11 juni 1953      |
| 41  | Hidden Fortune             | 18 juni 1953      |
| 42  | The Old Cowboy             | 25 juni 1953      |
| 43  | Woman from Omaha           | 2 juli 1953       |
| 44  | Gunpowder Joe              | 9 juli 1953       |
| 45  | The Midnight Rider         | 16 juli 1953      |
| 46  | Stage to Estacado          | 23 juli 1953      |
| 47  | The Perfect Crime          | 30 juli 1953      |
| 48  | The Ghost of Coyote Canyon | 6 augustus 1953   |
| 49  | Old Bailey                 | 13 augustus 1953  |
| 50  | Prisoner in Jeopardy       | 20 augustus 1953  |
| 51  | Diamond in the Rough       | 27 augustus 1953  |
| 52  | The Red Mark               | 3 september 1953  |

## Seizoen 4
| Nr. | Titel aflevering            | Uitzenddatum VS   |
| --- | --------------------------- | ----------------- |
| 1   | The Fugitive                | 9 september 1954  |
| 2   | Ex-Marshal                  | 16 september 1954 |
| 3   | Message to Fort Apache      | 23 september 1954 |
| 4   | The Frightened Woman        | 30 september 1954 |
| 5   | Gold Town                   | 7 oktober 1954    |
| 6   | Six-Gun Sanctuary           | 14 oktober 1954   |
| 7   | Outlaw's Trail              | 21 oktober 1954   |
| 8   | Stage to Tishomingo         | 28 oktober 1954   |
| 9   | Texas Draw                  | 4 november 1954   |
| 10  | Rendezvous at Whipsaw       | 11 november 1954  |
| 11  | Dan Reid's Fight for Life   | 18 november 1954  |
| 12  | Tenderfoot                  | 25 november 1954  |
| 13  | A Broken Match              | 2 december 1954   |
| 14  | Colorado Gold               | 9 december 1954   |
| 15  | Homer with a High Hat       | 16 december 1954  |
| 16  | Two for Juan Ringo          | 23 december 1954  |
| 17  | The Globe                   | 30 december 1954  |
| 18  | Dan Reid's Sacrifice        | 6 januari 1955    |
| 19  | Enfield Rifle               | 13 januari 1955   |
| 20  | The School Story            | 20 januari 1955   |
| 21  | The Quiet Highwayman        | 27 januari 1955   |
| 22  | Heritage of Treason         | 3 februari 1955   |
| 23  | The Lost Chalice            | 10 februari 1955  |
| 24  | Code of the Pioneers        | 17 februari 1955  |
| 25  | The Law Lady                | 24 februari 1955  |
| 26  | Uncle Ed                    | 3 maart 1955      |
| 27  | Jornada Del Muerto          | 10 maart 1955     |
| 28  | Sunstroke Mesa              | 17 maart 1955     |
| 29  | Sawtelle Saga's End         | 24 maart 1955     |
| 30  | The Too-Perfect Signature   | 31 maart 1955     |
| 31  | Trigger Finger              | 7 april 1955      |
| 32  | The Tell-Tale Bullet        | 14 april 1955     |
| 33  | False Accusations           | 21 april 1955     |
| 34  | Gold Freight                | 28 april 1955     |
| 35  | Wanted: The Lone Ranger     | 5 mei 1955        |
| 36  | The Woman in the White Mask | 12 mei 1955       |
| 37  | Bounty Hunter               | 19 mei 1955       |
| 38  | Showdown at Sand Creek      | 26 mei 1955       |
| 39  | Heart of a Cheater          | 9 juni 1955       |
| 40  | The Swami                   | 16 juni 1955      |
| 41  | Sheriff's Sale              | 23 juni 1955      |
| 42  | Six-Gun Artist              | 30 juni 1955      |
| 43  | Death Goes to Press         | 7 juli 1955       |
| 44  | Return of Dice Dawson       | 14 juli 1955      |
| 45  | Adventure at Arbuckle       | 21 juli 1955      |
| 46  | The Return                  | 28 juli 1955      |
| 47  | Framed for Murder           | 4 augustus 1955   |
| 48  | Trapped                     | 11 augustus 1955  |
| 49  | The Bait: Gold!             | 18 augustus 1955  |
| 50  | The Sheriff's Wife          | 25 augustus 1955  |
| 51  | Counterfeit Redskins        | 1 september 1955  |
| 52  | One Nation, Indivisible     | 8 september 1955  |

## Seizoen 5
| Nr. | Titel aflevering                   | Uitzenddatum VS   |
| --- | ---------------------------------- | ----------------- |
| 1   | The Wooden Rifle                   | 13 september 1956 |
| 2   | The Sheriff of Smoke Tree          | 20 september 1956 |
| 3   | The Counterfeit Mask               | 27 september 1956 |
| 4   | No Handicap                        | 4 oktober 1956    |
| 5   | The Cross of Santo Domingo         | 11 oktober 1956   |
| 6   | White Hawk's Decision              | 18 oktober 1956   |
| 7   | The Return of Don Pedro O'Sullivan | 25 oktober 1956   |
| 8   | Quicksand                          | 1 november 1956   |
| 9   | Quarter Horse War                  | 8 november 1956   |
| 10  | The Letter Bride                   | 15 november 1956  |
| 11  | Hot Spell in Panamint              | 22 november 1956  |
| 12  | The Twisted Track                  | 29 november 1956  |
| 13  | Decision for Chris McKeever        | 6 december 1956   |
| 14  | Trouble at Tylerville              | 13 december 1956  |
| 15  | Christmas Story                    | 20 december 1956  |
| 16  | Ghost Canyon                       | 27 december 1956  |
| 17  | Outlaw Masquerade                  | 3 januari 1957    |
| 18  | The Avenger                        | 10 januari 1957   |
| 19  | The Courage of Tonto               | 17 januari 1957   |
| 20  | Breaking Point                     | 24 januari 1957   |
| 21  | A Harp for Hannah                  | 31 januari 1957   |
| 22  | Message from Abe                   | 7 februari 1957   |
| 23  | Code of Honor                      | 14 februari 1957  |
| 24  | The Turning Point                  | 21 februari 1957  |
| 25  | Dead-Eye                           | 28 februari 1957  |
| 26  | Clover in the Dust                 | 7 maart 1957      |
| 27  | Slim's Boy                         | 14 maart 1957     |
| 28  | Two Against Two                    | 21 maart 1957     |
| 29  | Ghost Town Fury                    | 28 maart 1957     |
| 30  | The Prince of Buffalo Gap          | 4 april 1957      |
| 31  | The Law and Miss Aggie             | 11 april 1957     |
| 32  | The Tarnished Star                 | 18 april 1957     |
| 33  | Canuck                             | 25 april 1957     |
| 34  | Mission for Tonto                  | 2 mei 1957        |
| 35  | Journey to San Carlos              | 9 mei 1957        |
| 36  | The Banker's Son                   | 16 mei 1957       |
| 37  | The Angel and the Outlaw           | 23 mei 1957       |
| 38  | Blind Witness                      | 30 mei 1957       |
| 39  | Outlaws in Greasepaint             | 6 juni 1957       |